# アメデ・マネーム
ヴィクトル・マイエ・アメデ・マネーム（仏: Victor Mayer Amédée Mannheim、1831年7月17日 -  1906年12月11日
）は、フランスの数学者、工学者、士官。運動学を研究し、1851年に独自の計算尺を開発した。 Mannheim はドイツ語の読みでマンハイムとも。

## 経歴
1848年、エコール・ポリテクニークに入学し、メスの砲兵訓練学校に学んだ。砲兵の士官として活躍し、エコール・ポリテクニークで1859年からチューター、1863年から試験官、1864年から図法幾何学教授を務めた。1860年7月18日、アルジェリア駐在中にバトナにて、エーメ・ローセダーとともに皆既日食を観測し、日食と日の出の際の大気の屈折率の違いによって地上に生まれる干渉縞の測定を行った。1872年、マンハイムの曲線と呼ばれる、空間曲線の従法線を主法線とする曲線に関する性質を研究した。
1890年、軍事の大佐として陸軍を退役したが、1901年までエコール・ポリテクニークでの職務を続けた。
パリ16区ポンプ通りにある、ジュール・ジャナンの建築したシャレー風の家に住んでいた。

## 計算尺
マネームが19歳で作成した計算尺はフランス陸軍砲兵隊で使用された。日本に伝来した初の計算尺はマンハイム型計算尺だといわれている。三桁の乗法と除法が迅速に計算可能でその当時最も実用された。

## マンハイムの定理
ある2直線OX, OYに接する円の接線を書く。接線とOX, OYのそれぞれの交点をX', Y'とする。接線が動くとき、X', Y', Oを通る円の包絡線は円である。これをマンハイムの定理という。包絡線となる円はもとの2直線に接しており、接点の中点は最初の円の中心、つまり2直線を辺、元の円を内接円として持つ三角形のOに対応する混線内接円である。
他にもユークリッド空間におけるマネームの名を冠する定理が存在する。

## 受賞
- 科学アカデミーのポンスレ賞（1872年）
- ロンドン数学会名誉会員（1878年）